# 夷狄の商舶往還の法度
夷狄の商舶往還の法度（いてきの しょうはくおうかんのはっと）は、16世紀（中世）の渡島半島において取り決められた講和。夷狄の商舶往来の法度とも呼ばれる。
渡島半島東部シリウチ（現上磯郡知内町）一帯に居住するアイヌの首長チコモタイン（チコモタイヌとも）と、半島西部セタナイ（現久遠郡せたな町）一帯に居住するアイヌの首長ハシタイン（ハシタイヌとも）が、安東舜季立ち会いの下で松前大館の城主蠣崎季広と結んだ講和である。『新羅之記録』によると当時の季広は、アイヌの首長に対して財宝を分け与えたことから神位得位（アイヌ語：kamuy-tokuy、「神のように素晴らしい友」の意）と称されたという。この講和の際、チコモタインは「東夷尹」（ひがしえぞのかみ）、ハシタインは「西夷尹」（にしえぞのかみ）をそれぞれ称する。またハシタインは蠣崎氏の拠点の一つである上ノ国（天河）へと移住している。両者はそれぞれ道南端における東夷（太平洋側アイヌ）と西夷（日本海側アイヌ）の首長で、東夷は14世紀の文献『諏訪大明神絵詞』における蝦夷の三類のひとつである「日ノ本」、西夷は同じく「唐子」に相当するとみられる。
この講和によって、他国の商人との交易において蠣崎季広が徴収した関銭の一部をチコモタインとハシタインに支払うこと、シリウチから天河までの地域より北部、東部を蝦夷地とし和人の出入りを制限すること、渡島半島南西部の松前と天河は和人地としアイヌの出入りを自由とすること、シリウチの沖または天河の沖を船が通過する際は帆を下げて一礼することが定められた。この内容については、中世の瀬戸内海における海賊の「海関」との類似性から、アイヌによる「海関」の設置を蠣崎季広が認める代わりに交易の安全性をアイヌ側が保障するという取り引きであったとする大石直正の説がある。